# Federación Internacional de Polo
La Federación Internacional de Polo (en inglés Federation of International Polo) y conocida también por su sigla FIP, fue fundada en la ciudad de Buenos Aires el 25 de noviembre de 1982 por Marcos Uranga. Es la federación internacional que representa al deporte del polo, reconocida oficialmente por el Comité Olímpico Internacional. Su propósito principal es acrecentar de manera internacional la imagen y el estatus del juego del polo.
La Federación Internacional de Polo produce las reglas internacionales de polo con un acuerdo cooperativo con la Asociación Argentina de Polo, la Hurlingham Polo Association del Reino Unido, más la asociación United States Polo Association. La FIP actualiza las reglas y los procedimientos de acuerdo a las necesidades del polo, al bienestar de los jugadores y de los caballos y a la imparcialidad de los torneos. En los Campeonatos Mundiales de Polo los hándicaps para cada jugador no pueden superar +5 y no deben ser inferiores a +1 para todos los países. Ahora FIP ha establecido que el hándicap no puede ser inferior a +1 para los países de categoría C y no inferior a +2 para los de categoría A y B. Esta regla se puso en ejecución después del IX Campeonato Mundial de Polo en 2011, de manera de lograr que los equipos sean más competitivos y los torneos más parejos.
Además de organizar torneos internacionales, la FIP también desarrolla los torneos internacionales para niños, controla el arbitraje, realiza seminarios y apoya la participación en el deporte del polo en todos los niveles y edades.

## Historia
FIP fue reconocida como una Federación Internacional del Comité Olímpico Internacional en julio de 1996 por la Asamblea General de COI en los Juegos Olímpicos de Verano en Atlanta. Luego de esta decisión, ese mismo año FIP se unió como miembro de ARISF (Association of IOC Recognized International Sport Federations). En 1998 el Comité Ejecutivo de COI confirmó el reconocimiento oficial de COI.
| Nombre                     | Años      |
| -------------------------- | --------- |
| Marcos Uranga              | 1982-1998 |
| Glen Holden                | 1997-2006 |
| Patrick Guerrand-Hermès    | 2006-2009 |
| James Ashton               | 2009-2010 |
| Eduardo Huergo             | 2010-2012 |
| Dr. Richard T. Caleel      | 2012-2014 |
| Nicholas Colquhoun-Denvers | 2014–2018 |
| Horacio Areco              | 2018-2021 |

## Campeonatos Mundiales de Polo
La creación de un Campeonato Mundial de Polo (de los cuales se han llevado a cabo doce hasta ahora) ha sido la más crucial de las claves del éxito de FIP, divulgando el juego y creando una mayor conciencia pública. Para lograr el mayor número posible de países participantes, los primeros organizadores de FIP decidieron limitar esta competencia a equipos de 10 a 14 goles. Y en un intento por anular el factor de los caballos, imaginaron la revolucionaria idea de los lotes de caballos, asignándoles lotes similares de caballos a cada equipo.
"Nunca antes en la historia de este juego los equipos de distintos países del mundo habían sigo capaces de viajar de un lugar al otro sin sus caballos y sentirse confiados en que podrían jugar en monturas de calidad e igualarse a otros equipos", dijo Uranga (fundador de FIP) en aquel momento.
| Edición | Año  | País anfitrión         | Selección ganadora |
| ------- | ---- | ---------------------- | ------------------ |
| I       | 1987 | Argentina              | Argentina          |
| II      | 1989 | Alemania               | Estados Unidos     |
| III     | 1992 | Chile                  | Argentina          |
| IV      | 1995 | Suiza                  | Brasil             |
| V       | 1998 | Estados Unidos         | Argentina          |
| VI      | 2001 | Australia              | Brasil             |
| VII     | 2004 | Francia                | Brasil             |
| VIII    | 2008 | México                 | Chile              |
| IX      | 2011 | Argentina              | Argentina          |
| X       | 2015 | Chile                  | Chile              |
| XI      | 2017 | Australia              | Argentina          |
| XII     | 2022 | Estados Unidos         | España             |
| XIII    | 2026 | Emiratos Árabes Unidos |                    |